# 李雪峰

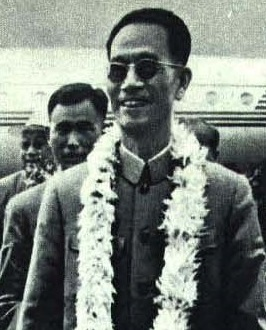

李雪峰（1907年1月19日—2003年3月15日），山西永濟人，中国共产党、中华人民共和国政治人物，原副国级领导人。曾任「文化大革命」初期的中共北京市委第一书记。历任中共七大代表，中共第八届中央委员、中央书记处书记，八届十一中全会补选为中央政治局候补委员，中共第九届中央委员、中央政治局候补委员；第一、二、三届全国人民代表大会代表，第一、二届全国人大常委会委员，第三届全国人大常委会副委员长。他列席了中共第十三、十四、十五、十六次全国代表大会。

## 生平
李雪峰1927年加入中国共产党，后因中国国民党清党而失去联系，于1933年10月接上关系。历任中共山西省工委宣传部部长，北平市委书记、组织部部长、宣传部部长，直中特委书记等职。
1937年11月任中共晋冀豫省委组织部部长，1938年2月任省委书记。1942年任中共中央太行分局委员。1943年10月任中共太行区委员会书记兼太行军区政委。1947年5月任中共中央中原局副书记兼组织部部长。1948年5月任新组成的中共中央中原局委员、副书记。1949年3月兼任中共河南省委书记、河南军区政委。
中华人民共和国成立后，任中共中央中南局组织部部长、副书记，中南行政委员会副主席，主持中南局工作（第一书记林彪、第二书记邓子恢都有其他要务）。1954年，他当选第一届全国人大代表。9月，他出席第一届全国人大第一次会议讨论宪法草案，期间并发言。同年任中共中央副秘书长。
1956年中共八大当选中央委员、中央书记处书记，负责工业。1956年任中共中央工业交通工作部部长。
1960年11月任中共中央华北局第一书记、北京军区第一政委。

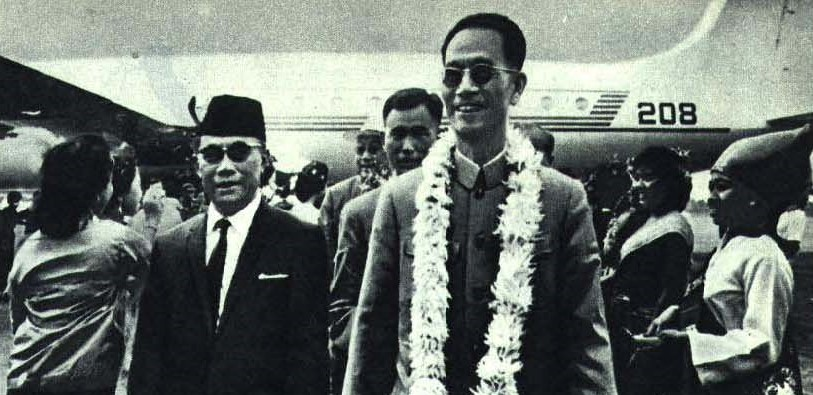
1965年李雪峰带团访问印度尼西亚

1966年5月兼任中共北京市委第一书记，接替被打倒的彭真。1966年8月在中共八届十一中全会上被补选为中央政治局候补委员。1966年8月17日，李雪峰因“执行刘、邓资产阶级反动路线”被撤销北京市委第一书记职务，但在名义上还保持着这一职务。1967年1月至4月，被毛泽东派到天津躲避文革运动风头。1968年2月至1970年12月，任河北省革命委员会主任、河北省军区第一政委。
由于1970年庐山会议的“简报”事件，1971年1月华北会议上被划入陈伯达反党集团，秘密押送安徽审查达八年之久。八年当中的1973年，又被定为林彪集团的“大将”，被中共十大永远开除出党。1978年回京在厂桥的中直招待所闲住4年。1982年4月获得平反。1983年6月當選為中国人民政治协商会议第六屆全國委員會常務委員。1985年9月在中國共產黨全國代表會議上補選為中央顾问委员会委員。
2003年3月15日4时7分在北京病逝，享年97岁。官方讣告称李雪峰是“中国共产党的优秀党员，久经考验的忠诚的共产主义战士”。

## 家庭
- 大女兒~李小林：
- 二女兒~李丹林：
- 兒子~李晓雪：是薄熙来的连襟，其妻子谷丹是薄熙来的妻子谷開來的三姐，同時為薄熙来的前大舅子。
- 三女兒~李丹宇（1950年）：是薄一波之子薄熙来的前妻。
- 小兒子~李晓峰：